# Barrie M. Osborne
Barrie Mitchell Osborne (New York, 7 febbraio 1944) è un produttore cinematografico statunitense.

## Biografia
Nato a New York da Hertha Schwarz e William Osborne, frequenta il Carleton College a Northfield (Minnesota) dove si diploma senza poi proseguire gli studi.
Si trasferisce a Wellington (Nuova Zelanda) dove trova lavoro nel settore cinematografico, dapprima come assistente e supervisore alla produzione, diventando successivamente un noto produttore esecutivo e aiuto regista.

### Carriera
Debutta nel mondo del cinema nel 1973, partecipando alla serie televisiva Kojak come assistente alle unità sul set.
Nel 1978 partecipa al film biografico American Hot Wax come aiuto regista, così anche per Sindrome cinese.
Il successo arriva comunque negli anni ottanta e novanta, aiutando a finanziare i film La bambola assassina, Fandango, Matrix e Rapa Nui.
Proprio grazie ai soldi guadagnati con queste pellicole rivelatesi dei successi decide di trasferirsi a Wellington, città natale di suo padre.
In Nuova Zelanda riscuote ancora più successo, qui conosce il regista Peter Jackson, che gli propone di aiutare a finanziare una trilogia di film basata su Il Signore degli Anelli di J. R. R. Tolkien.
I film si rivelano per quello che sono, e grazie all'ultimo capitolo della trilogia, Il ritorno del re, a Osborne - insieme al resto del cast - viene assegnato il premio Oscar per il miglior film all'edizione del 2004.
Nel 2007 e nel 2008 è stato impegnato nel finanziare un progetto lucroso e a lungo voluto, una trasposizione cinematografica sulla Justice League of America, gruppo di supereroi edito dalla DC Comics. Il film viene però abbandonato a causa di problemi di spesa e rimandato a tempo indeterminato.
Nel 2009 usciranno due film a cui ha partecipato come produttore esecutivo, The Laundry Warrior e una biografia di Bruce McLaren.

### Progetti futuri
Nel novembre 2009, il produttore ha annunciato l'intenzione di realizzare un'opera biografica a carattere epico sul profeta islamico Maometto, dalla sua nascita alla morte, entro il 2011. Per il film è stato annunciato un bilancio di produzione di 150 mila dollari e una cooperazione internazionale per la sua riuscita, aprendo accordi con la compagnia cinematografica Alnoor Holdings del Qatar. Girato in lingua inglese, Osborne ha menzionato al fatto che gli attori devono però essere musulmani. Osborne ha dichiarato che gli piacerebbe trattare la vita e gli insegnamenti di Maometto senza però raffigurarlo direttamente nel film, dal momento che la legge islamica vieta ogni rappresentazione visiva del profeta, per dare un messaggio di unione tra i popoli:
A supervisionare «ogni aspetto della produzione» è stato incaricato il commentatore di Al Jazeera, sceicco e studioso islamico Yusuf Al-Qaradawi dalla Alnoor. Abullah Al-Mustafa, direttore di Al Jazeera, ha dichiarato che il film metterà in luce l'umanità del profeta.

## Filmografia
- Alla maniera di Cutter (Cutter's Way) (1981)
- Il grande freddo (The Big Chill) (1983)
- The Cotton Club (1984)
- Fandango (1985)
- Peggy Sue si è sposata (Peggy Sue Got Married) (1986)
- Il salvataggio (The Rescue) (1988)
- La bambola assassina (Child's Play) (1988)
- Dick Tracy (1990)
- Kinderspiele (1992)
- Triangolo di fuoco (Wilder Napalm) (1993)
- China moon - Luna di sangue (1994)
- Rapa Nui (1994)
- The fan - Il mito (The Fan) (1996)
- Face/Off (1997)
- Matrix (The Matrix) (1999)
- Il Signore degli Anelli - La Compagnia dell'Anello (Lord of the Rings: The Fellowship of the Ring) (2001)
- The Last Place on Earth (2002)
- Il Signore degli Anelli - Le due torri (Lord of the Rings: The Two Towers) (2002)
- Il Signore degli Anelli - Il ritorno del re (Lord of the Rings: The Return of the King) (2003)
- Little Fish (2005)
- Indian - La grande sfida (The World's Fastest Indian) (2005)
- Water Horse - La leggenda degli abissi (The Water Horse) (2007)
- Outlander - L'ultimo vichingo (2008)
- The Laundry Warrior (2009)
- Il grande Gatsby (The Great Gatsby) (2013)
- Il drago invisibile (Pete's Dragon), regia di David Lowery (2016)
- Shark - Il primo squalo (The Meg), regia di Jon Turteltaub (2018)
- Mulan, regia di Niki Caro (2020)